# 二溴辛烷
二溴辛烷（英语：Dibromooctane）可能指：
- 1,2-二溴辛烷，一种双溴化脂肪族化合物
- 1,8-二溴辛烷，用于合成氨基甲酸酯神经毒剂的化合物

|  | 这个同类索引页列出了具有相同或相似标题的化学条目。 除非您是有意链接至本页，否则应将相应条目的内部链接指向正确的条目。 |